# Parque dos Patins
O Parque dos Patins é um parque localizado no bairro da Lagoa, na cidade do Rio de Janeiro, no Brasil.

## História
Foi aberto em 1995 pelo prefeito César Maia no local onde funcionava o Tivoli Park.
Em 2010, durante o governo do prefeito Eduardo Paes, a área infantil do Parque dos Patins foi revitalizada pela Secretaria Municipal de Conservação do Rio de Janeiro. Nesta reforma: os brinquedos de concreto foram totalmente repaginados e ficaram mais ergonômicos, atraentes e seguros; de forma a aumentar a circulação e o uso, foram criadas mais aberturas no muro de pedra que circunda o parque; e foi criado um circuito de ciclovia, onde são oferecidas aulas de regras cicloviárias, ministradas por equipe da Companhia de Engenharia de Tráfego do Rio de Janeiro, para as novas gerações de ciclistas.   

## Descrição
Possui estrutura para prática de patinação, bungee jumping, cama elástica, bicicleta e esqueite. Também é palco de apresentações de música e do Oi Vert Jam, competição de esqueite vertical que faz parte do Campeonato Mundial de Esqueite.